# Смит, Грета
Гритье «Грета» Смит (нидерл. Grietje "Gretha" Smit; род. 20 января 1976 года, Раувен, Нидерланды) — нидерландская конькобежка, серебряный призёр зимних Олимпийских игр 2002 года, 4-кратная призёр чемпионата мира на отдельных дистанциях. 4-кратная чемпионка Нидерландов на отдельных дистанциях и в марафоне.

## Биография
Гритье Смит родилась в поселении Раувен, муниципалитета Стапхорст в семье фермеров. Она любила природу и знала все названия уток и гусей, также ей нравилось помогать на ферме, ухаживать за животными и ездить на тракторе. Грета всё детство каталась на коньках своего отца (43-го размера) в толстых носках вместе со своими двумя сёстрами. Каждую субботу отец семейства возил дочерей в такие города, как Херенвен и Девентер, где его дочери могли заниматься вместе с членами юниорской конькобежной командой Восточного региона.
Гритье с детства много каталась на велосипеде, проезжая по восемнадцать километров в день по пути в среднюю школу в Зволле и обратно домой. Такая езда определила в дальнейшем её специализацию на длинные дистанции в конькобежном спорте. Смит освоила профессию флориста и некоторое время работала в цветочном магазине. В конце 80-х — начале 90-х в конькобежном спорте голландские спортсменки не могли составить конкуренцию на международных соревнованиях спортсменкам из ГДР. 
Поэтому сёстры Смит посвятили себя катанию на роликовых коньках и участвовали в международных соревнованиях. Зимой они искали каток и  бегали марафоны на натуральном льду. Её тренировки проходили сперва на базе клуба «Schaatstrainingsgroep Giethoorn», а после — «Team Telfort». В 1996 году Гритье выиграла свой первый национальный титул в марафоне на чемпионате Нидерландов, а через год её сестра Дженит выиграла. После этого она ещё три раза становилась чемпионкой Нидерландов как на натуральном, так и на искусственном льду. 
В декабре 2001 года она неожиданно выиграла дистанции 3000 и 5000 м, установив национальный рекорд в 7:03,47 сек и вошла в состав национальной сборной Нидерландов для участия в предстоящей олимпиаде. На зимних Олимпийских играх 2002 Смит дебютировала в забеге на 3000 и 5000 м. В забеге на 3000 м она бежала с температурой и финишировала с результатом 4:07.41. В общем итоге Смит заняла 11-е место. Во время забега на 5000 м с результатом 6:49.22 Смит финишировала 2-й, обогнав при этом соперницу из Канады (Клара Хьюз — 6:53.53, 3-е место) и Германии (Клаудия Пехштайн — 6:46.91 WR, 1-е место). 
После этих игр у неё был диагностирован разрыв связок коленного сустава и она решила закрыть свой цветочный магазин, чтобы полностью переключиться на коньки. На чемпионате мира на отдельных дистанциях в Берлине, в марте 2003 года выиграла две медали. В забеге на 3000 м с результатом 4:08.91 она заняла 3-е место, уступив первенство немкам Клаудии Пехштайн со временем 4:07.99 и Анни Фризингер-Постма с результатом 4:06.07 сек.
Вторая бронзовая медаль была выиграна во время женского забега на 5000 м. С результатом 7:06.34 Смит финишировала 3-й, уступив более высокие позиции спортсменкам из Канады Кларе Хьюз и Германии Клаудии Пехштайн. Через год на чемпионате мира на отдельных дистанциях в Сеуле Грета выиграла на этих же дистанциях серебряные медали, а также стала чемпионкой на Национальном чемпионате в забеге на 5000 м.
В сезоне 2004/05 она стала чемпионкой Нидерландов на дистанции 3000 м, но на чемпионате мира перегорела и стала только 8-й в забегах на 3000 и 5000 м. В декабре 2005 года она неудачно упала во время тренировок в Италии и сильно ушибла голову, что вылилось в частые головные боли. Поскольку она была заявлена для участия в предстоящих играх 2006 года в лечение совмещалось с тренировками. На зимних Олимпийских играх в Турине Смит участвовала только в командной гонке и заняла 6-е место.
В 2007 году она вновь стала чемпионкой Нидерландов в забеге на 5000 м и заняла 8-е место в забеге на 5000 м на чемпионате мира на отдельных дистанциях в Солт Лейк Сити. В сезоне 2007/08 она выиграла золото национального чемпионата на дистанции 5000 м и серебро на дистанции 3000 м и квалифицировалась на соревнования Кубка мира. В 2009 году она вновь получила травму коленного сустава, которое было повреждено ещё в 2002 году. Операция и длительный период восстановления привели к тому, что 23 ноября 2009 года она заявила о прекращении карьеры.

## Скандал и расследование МОК
В 2010 году голландская конькобежка Карин Клейбёкер заявила, что стала свидетелем подкупа во время зимних Олимпийских игр 2006 года в Турине. Тренер конькобежцев сборной Нидерландов Ингрид Паульпыталась подкупить польскую спортсменку Катажину Бахледа-Цурусь деньгами, чтобы та отказалась выступать в финале забеге на 5000 м и таким образом её место заняла бы Смит, которая не прошла квалификацию. Со слов Клейбёкер в то время Смит находилась не в лучшей своей форме, а в частной беседе с Бахледой-Цурусь последняя сообщила, что ей предлагалась сумма в пятьдесят тысяч евро. Международный Олимпийский комитет совместно с Олимпийским комитетом Нидерландов (ОКМ) начали судебное разбирательство. Были допрошены все фигуранты этого дела. В итоге, МОК и ОКМ пришли к выводу о том, что обвинение в мошенничестве Смит и Пауль была доказана. Поскольку Смит объявила о завершении карьеры ещё в 2009 году бремя наказания легло на Пауль и главного тренера национальной олимпийской сборной Нидерландов — Аба Крока. Смит получила годичный запрет на получение лицензии KNSB, а также подготовки спортсменов национальной сборной до 2014 года. Крок не был уволен с поста главного тренера национальной олимпийской сборной Нидерландов, но он уехал в Норвегию, где работал менеджером ледовой арены в Ставангере.

## Личная жизнь
Гритье Смит после ухода на пенсию получила полноценную работу флориста в выставочный сад на декоративном мощении. В 2014 году коллега по конькобежному спорту Арьян Момбарг пригласил её работать в спортивный магазин "Haico Bouma" в деревне Аудехаске, в котором она работает по-настоящее время. Грета живёт со своим парнем в провинции Дренте, где имеют свою лесопилку. Со своей сестрой Енитой и её одиннадцатилетней дочерью любит кататься на коньках. Летом катается на роликовых коньках и горных велосипедах.